# رزان قادين أفندي
رزان قادين أفندي هي زوجة السلطان العثماني مراد الخامس. وُلدت في 28 مارس 1860 في أرتوين، وتوفيت في 31 مارس 1910 في إسطنبول.

## الأبناء
- علية سلطان
- فاطمة سلطان بنت مراد